# 海恩大楼
36°04′03.8″N 120°18′48.4″E / 36.067722°N 120.313444°E
海恩大楼又称亨宝商业大楼，是青岛老城区一座已不存在的商业建筑，原址位于中国山东省青岛市市南区中山路81号（含77、79号）、中山路肥城路路口东北角处，建于1901-1902年，1949年后曾为青岛食品商店，1999年拆除。

## 历史

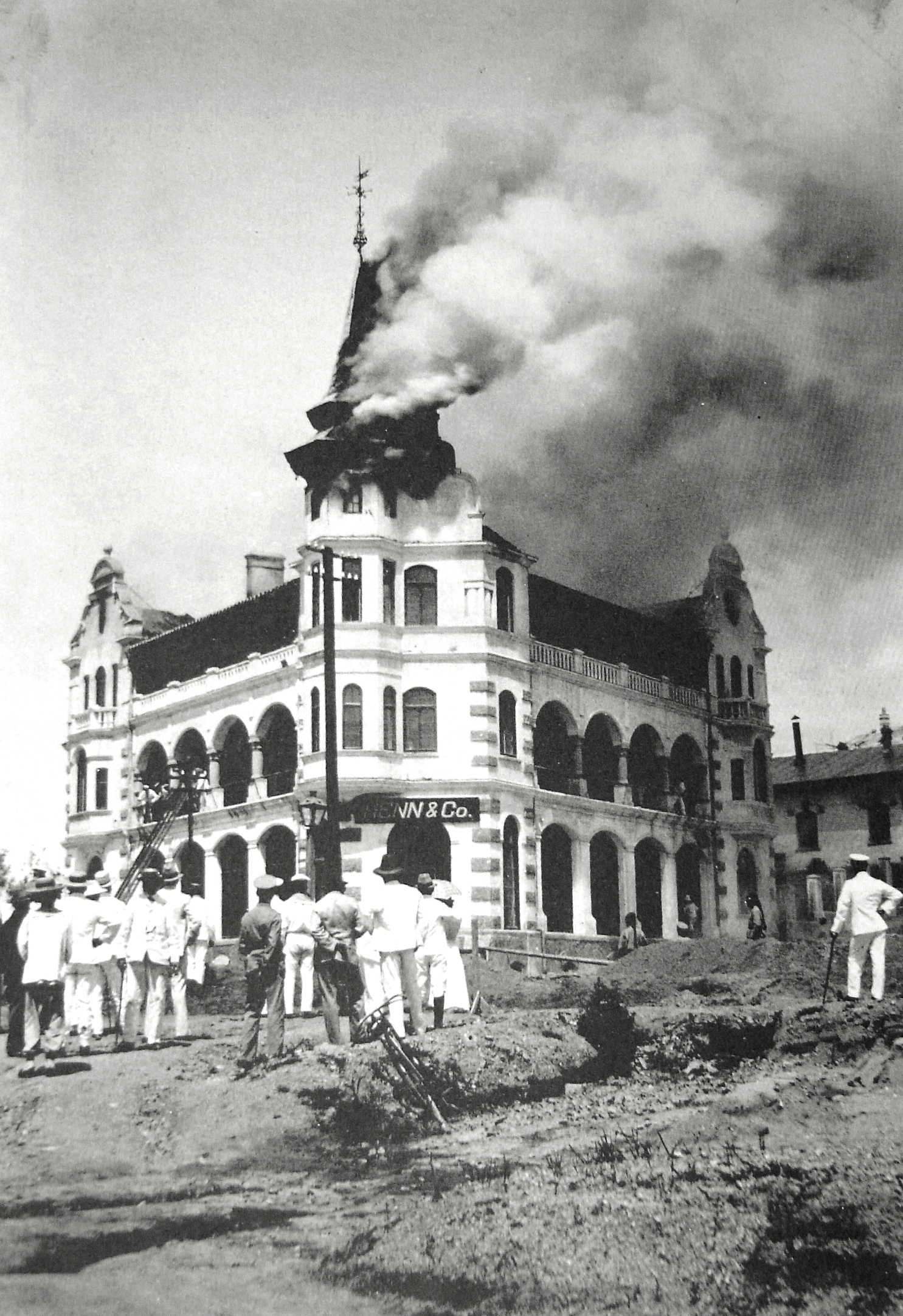
海恩大楼火灾

约瑟夫·卡尔·海恩（德語：Josef Karl Henn）为库默尔公司的电气工程师，在青岛完成了库默尔公司小电厂的建设后，创办了自己的公司，并于1900年底购买了弗里德里希街（Friedrichstraße，今中山路南段）不莱梅街（Bremer Straße，今肥城路）路口的地块，于1901-1902年间建设了一栋三层商业大楼。大楼在建成不久后的1902年夏便遭遇火灾，刚刚建立的青岛志愿消防队（Freiwillige Feuerwehr Tsingtau）将火灾扑灭，但大楼的尖塔顶被烧毁，修复时并未恢复。
1904年，海恩因妻子感染肺结核，且青岛尚无良好的治疗修养条件，海恩决定离开青岛，并将大楼卖给地产商阿尔弗雷德·希姆森（Alfred Siemssen）的弟弟、青岛啤酒厂业务经理恩斯特·希姆森（Ernst Siemssen）。恩斯特·希姆森买下该楼后，除用于自己居住外，将其余房间出租给其他德资公司。
汉堡-美洲航运公司曾长期租用该楼部分房间作为青岛分公司所在地。因该公司旧名“亨宝洋行”，海恩大楼因此又被称为“亨宝商业大楼”。1901年3月25日，汉堡-美洲航运公司开辟欧洲至青岛航线，为青岛第一条远洋航线。1903年2月，该公司在青岛设立分公司，有10艘轮船经停青岛，总吨位25723吨，主要经营的国际航线为青岛-鹿特丹-汉堡-安特卫普航线和青岛-马赛航线，每月2至3个航次，另有中国沿海航线上海-青岛-烟台-大连-天津线。1906年，该公司轮船自汉堡首航青岛大港。1914年青岛战役后，该公司退出青岛，1922年重返，抗战爆发后再次退出。
1914年11月日军占领青岛后，该楼被日军没收拍卖。据1924年出版的《接收青岛纪念写真》记载，北洋政府于1922年12月正式接收青岛前，该楼曾作为胶澳商埠临时警察厅使用，并提到此前太古洋行曾使用此楼。该楼此后长期为商业建筑，1920至1940年代曾先后为共和大药房、新民饭店、好莱坞饭店等商户所使用。
1949年后，该楼一层以上部分改为民居，1950年代，该楼一层开设青岛市南区机关消费合作社，1960年代改为青岛三八副食品商店（俗称“三八店”），1970年代改名为青岛食品商店，为青岛计划经济时期最大的食品专营商店之一，售卖各种点心、糖果、小食品等，并因此在20世纪后半叶青岛市民记忆中占有重要地位。1999年，该楼因楼体老化等原因拆除，原址仿照原楼外观建设了一栋新商业楼，但模仿水平粗劣，原楼外貌并未得到准确还原。

## 建筑特色
海恩大楼位于中山路与肥城路相交的街角处，建筑面积近4000平方米，平面呈五边形，楼高三层，附设地下室与阁楼，主入口位于街角处，上方起山墙，并在山墙一侧设有挑楼，顶部突出为尖顶塔楼（塔楼顶部火灾后未恢复），以打破临街立面中规中矩的对称布局，彰显其多变的美感。西立面、南立面两翼尽端二层设多边形挑台，顶部为阳台，上方起山墙。两翼中段一层最初为方形墩柱支撑的连拱敞廊，后改为券窗，二层为圆柱支撑的拱廊，三层为木制敞廊，外墙墙角处镶嵌石块装饰，屋顶设拱券式老虎窗。该建筑为一栋典型的德国建筑，风格复古，具有德国文艺复兴风格。
德国学者托尔斯滕·华纳（Torsten Warner）认为该楼与德县路克列纳公寓可能为同一建筑师所设计。

## 图集
- 德占时期的海恩大楼，写有“汉堡-美洲航线”（Hamburg-Amerika-Linie）字样的明信片
- 第一次日占时期的海恩大楼
- 胶澳商埠临时警察厅
- 1930-1940年代的中山路肥城路路口与海恩大楼